# Академія командування Бундесверу
Академія командування Бундесверу (нім. Führungsakademie der Bundeswehr, FüAkBw) — академія Генерального штабу (Вища військова академія) німецьких збройних сил, Бундесверу, створений у 1957 році, як спідкоємець Прусської військовлї академії, заснованої в 1810 році. З 1958 року знаходиться в Гамбургу. Його гасло "Mens agitat molem", що перекладається як "Розум рухає матерію". Будучи провідним навчальним закладом німецьких збройних сил, академія відома на міжнародному рівні своєю досконалістю. Академія виховує майбутню еліту не лише німецьких збройних сил, а й інших держав-членів Європейського Союзу та НАТО.

## Освіта
Штабний офіцерський курс національного генерала/адмірала (NGASOC) вважається найскладнішим і найважчим курсом. У дворічному курсі зазвичай беруть участь 100 національних та міжнародних учасників з армії, повітряних сил, військово-морського флоту, центральної медичної служби, матеріально-технічного забезпечення Збройних сил та кіберінформаційних служб. Виховує, навчає та готує майбутніх офіцерів генерал-адміральського штабу. Особливою характеристикою курсу є те, що він спеціально зосереджується на стратегічних і тактичних аспектах війни та освітньо готує офіцерів до призначень військових лідерів. Він забезпечує чудовий комплексний, багатогранний фокус на стратегічному рівні театру по всьому спектру військових операцій Об'єднаних і сухопутних сил під час миру, кризи та війни. Програма включає в себе вивчення стратегії, регіональних досліджень, спільних операцій, стратегічного лідерства та сучасного конфлікту. Він прагне давати офіцерам лекції з військового мистецтва та науки та зосереджується на оперативному мистецтві та охоплює різноманітні теми, включаючи вирішення військових проблем; військова теорія та історія, військова доктрина, оперативне планування; динаміка бою, оперативна теорія і практика, сучасні військові дії та застосування національних елементів сили. Як наслідок, високопоставлені військові офіцери, в т.ч Федерального міністерства оборони називають курс мозковим центром. Додатково до основних модулів курсу можна отримати магістра (Магістр військового лідерства та міжнародної безпеки/ Militärische Führung und Internationale Sicherheit).
Міжнародний курс штабного генерала/адмірала (IGASOC) це однорічний курс, який готує міжнародних офіцерів з країн, що не є членами НАТО, до виконання функцій офіцерів генерального штабу. Станом на 2014 рік близько 2400 офіцерів зі 120 країн, у тому числі 25% німецьких студентів, пройшли освіту в IGASOC у Гамбурзі з моменту його заснування в 1962 році. До складу курсу входять три чверті міжнародних офіцерів польового класу з країн, які не є членами НАТО з усіх континентів. Одну чверть становлять німецькі польові офіцери в чині майора та підполковника.
Базовий курс польового офіцера (FOBC) це чотиримісячний курс, який складається з модулів планування та організації, публічного права та соціальних наук. Для всіх лінійних офіцерів у званні майора та підполковника в армії, повітряних силах і флоті цей курс є першою частиною їхньої польової підготовки офіцерів..
Академія також пропонує серію Сертифікаційні короткі курси (Seminare) для активних членів німецьких і міжнародних збройних сил, а також резерву німецької армії на рівні військового польового офіцера. Це для всіх лінійних офіцерів у званні від майора до полковника. Один курс призначений виключно для генералів і старшин. Ці короткі курси об’єднані в п’ять так званих «навчальних напрямків» і тривають від кількох днів до трьох тижнів на повний робочий день і включають проживання на території кампусу. Охоплені теми варіюються від формування компетенцій військового лідерства, навичок управління складністю, а також відносин і взаємодії між державою, безпекою та військовими. Так само як і військового персоналу.

## Випускники
Між 1962 і 1999 роками в академії здобули освіту близько 800 офіцерів із понад 80 країн. Багато колишніх студентів після навчання були призначені на високі військові посади у своїх країнах.
- Колишній командир Демократичних сил звільнення Руанди (FDLR) Сильвестр Мудакумура[en]
- Пакистанський[en] генерал Халід Шамім Вінн[en]
- Пакистанський[en] генерал-майор Раза Мухаммед[en]
- Пакистанський[en] генерал-майор Тарік Гафур
- Пакистанський[en] генерал-майор Шаукат Ікбал
- Шрі-Ланкійський[en] генерал-майор Девінда Калупахана[en]
- Нідерландський бригадний генерал Леан ван ден Гук[en]
- Пакистанський командор Шахід Азмат Вайн
- Пакистанський бригадир Хумайр Мехмуд Газі
- Норвезький контр-адмірал Атле Торбйорн Карлсвік[en]
- Норвезький Начальник оборони, генерал Харальд Сунде[en]
- Німецький Командувач об'єднаних сил Бранссум, генерал Ганс-Лотар Домрезе[en]
- Німецький (колишній) Голова Військового комітету НАТО, генерал Клаус Науманн[en]
- Індонезійський генерал Фейсал Танджунг.
- Індонезійський[en] повітряний маршал Герман Прайтно.
- Колишній командувач турецької жандармерії[en], Ешреф Бітліс[en]
- Колишній начальник штабу Королівської армії Непалу[en], Сатчіт Рана[en]

## Зовнішні посилання
- Führungsakademie der Bundeswehr